# Svartstjärtad cistikola
Svartstjärtad cistikola (Cisticola melanurus) är en fågel i familjen cistikolor inom ordningen tättingar.

## Utbredning och status
Fågeln förekommer lokalt i nordöstra Angola, södra Kongo-Kinshasa och västligaste Zambia. Den behandlas som monotypisk, det vill säga att den inte delas in i några underarter.

## Status
IUCN placerar arten i kategorin kunskapsbrist.